# Рачунарска гимназија Београд
Рачунарска гимназија је гимназија основана 2005. године у Београду. Прва је приватна рачунарска гимназија у Србији.

## Историја
Рачунарска гимназија основана је 2005. године као прва информатичка гимназија у Србији. Ученицима који су поред информатике талентовани за математику или физику пружа се могућност да стекну квалитетно и применљиво знање и из ових области.

## Стипендије
Рачунарска гимназија у Београду, као образовна институција специфичног профила, примењује наставни програм прилагођен обдареној деци. У том смислу, сваке године одређен број ученика талентованих за информатику, математику и физику, који постигну најбоље резултате на државним такмичењима, добијају могућност да се школују у Рачунарској гимназији као стипендисти (ослобођени плаћања школарине).
Према резултатима државних такмичења из релевантних области (математика, информатика, физика), а која организује Министарство просвете у сарадњи са Друштвом математичара и Друштвом физичара Србије, Рачунарска гимназија прави листе потенцијалних стипендиста за наредну школску годину.